# Cheilolejeunea fitzgeraldii
Cheilolejeunea fitzgeraldii là một loài Rêu trong họ Lejeuneaceae. Loài này được (Stephani) X.-L. He mô tả khoa học đầu tiên năm 1995.